# Hanna Ljungberg
Hanna Carolina Ljungberg (Umeå, 8 de enero de 1979) es una exfutbolista sueca que jugaba como delantera.
Comenzó su carrera en 1994 en el Sunnanå SK, y en 1996 debutó con la selección sueca. En 1998 fichó por el Umeå IK, donde pasó el resto de su carrera. Dejó la selección en 2008, y se retiró al año siguiente.
En 2007 Alemania fue el primer equipo en lograr el mejor registro defensivo en un Mundial femenino, y también estableció el récord de estar seis partidos y 540 minutos sin que le encajen ni un solo gol. La última jugadora en marcarle gol fue Hannah, que anotó en el minuto 41 de la final de 2003.
Con el Umeå IK ganó 2 Copas de Europa y siete ligas suecas, y con la selección fue subcampeona del mundo en 2003, año en el que estuvo cerca de jugar en la Liga Masculina de Italia. Ese año, tras marcar 10 goles en la Copa de Europa y 3 en el Mundial, recibió el Balón de bronce femenino.
En el Umeå marcó 196 goles en 227 partidos, y es la máxima goleadora de la selección sueca con 72 en 130. Tiene el récord goleador de la liga sueca, con 39 goles en la temporada 2002 (de 22 partidos).

## Carrera
- Sunnanå SK (1994-1998)
- Umeå IK (1999-2008)